# Etrema perlissa
Etrema perlissa é uma espécie de gastrópode do gênero Etrema, pertencente à família Clathurellidae.